# Nobiltà di toga
Con nobiltà di toga (noblesse de robe in lingua francese) era denominata la classe dei nobili francesi che, nel regime antecedente la rivoluzione del 1789, occupavano funzioni governative, di amministrazione della giustizia e di amministrazione delle finanze pubbliche. In diversi studi storici essa viene descritta in ragione del carattere servente di tale tipologia di nobiltà e della fonte di legittimazione di tale ceto. Fu un ramo dei tre ordini (trois ordres) in cui era suddivisa la società francese. 

## Storia
Costoro, in modo particolare quelli che si occupavano di giustizia, dovevano aver compiuto adeguati studi giuridici presso una università giungendo a indossare la toga, cioè a conseguire la laurea (la toga era d'obbligo allora alla discussione della tesi).
L'espressione nobiltà di toga si contrappone a quella di nobiltà di spada, ovvero la classe aristocratica di antica origine (noblesse ancienne), occupante le tradizionali funzioni militari del gruppo sociale di provenienza.
I nobili di toga erano in gran parte discendenti di persone che avevano acquisito a titolo onorifico un ufficio o una carica nell'amministrazione delle finanze o nella magistratura. Questi uffici o cariche erano trasferibili ereditariamente o alienabili, anche se questa possibilità non fu ufficializzata che nel 1604 sotto Enrico IV con l'editto detto della Paulette.
Questo passaggio delle cariche da padre in figlio favorì la nascita di una coscienza di gruppo molto forte. In questo modo l'aristocrazia della nobiltà di toga, i membri del Parlamento, spesso appartenenti da lunga data alla nobiltà, rivendicavano orgogliosamente l'appartenenza a questa casta di fronte agli stessi nobili di spada.
Nonostante in origine l'accesso a questo tipo di nobiltà avvenisse grazie alla vendita delle cariche da parte dei re, sempre alla ricerca di fonti di finanziamento, il processo tese a stabilizzarsi a partire dal XVII secolo, poiché i discendenti così nobilitati si opponevano all'ingresso nella loro cerchia di persone considerate, sotto questo aspetto, plebee. Le proteste degli appartenenti alla nobiltà di toga costituirono sempre un problema per il monarca quando questi cercava, per recuperare denaro all'erario, di favorire ingressi massicci in questa categoria creando nuove cariche.
I contrasti fra le due nobiltà non furono mai completamente sopiti e non era raro vedere figli cadetti di un nobile di toga entrare nelle armate del re quando il diritto di subentrare al padre nella carica era già destinato al figlio primogenito. Molte famiglie della nobiltà di toga si aggregarono a quella di spada, adottandone i comportamenti. Il caso del maresciallo di Belle-Isle (1684-1762), maresciallo di Francia nel 1741, discendente dal celebre ministro delle finanze di Luigi XIV, Fouquet, è significativo a tal riguardo.
Fra i nobili di toga più famosi troviamo Montesquieu, Cartesio o i d'Ormesson.